# NGC 4131
NGC 4131 este o liner situată în constelația Părul Berenicei. A fost descoperită în 11 aprilie 1785 de către William Herschel. Se află la o distanță de 58,67 de megaparseci de Pământ.